# Sébastien Bourdais
Sébastien Olivier Bourdais, (n. 28 februarie 1979, Le Mans, Franța) este un pilot de curse francez, care a concurat în Campionatul Mondial de Formula 1 între anii 2008 - 2009. Sébastien a câștigat în anul 2002 competiția International Formula 3000, și între anii 2004 și 2007 a câștigat de 4 ori consecutiv Champ Car.

## Cariera în Formula 1
| Sezon | Echipă              | Puncte | Loc clasament general |
| ----- | ------------------- | ------ | --------------------- |
| 2008  | Scuderia Toro Rosso | 4      | 17                    |
| 2009  | Scuderia Toro Rosso | 2      | 19                    |

## Cariera în IndyCar
| Sezon | Echipă              | Puncte | Loc clasament general |
| ----- | ------------------- | ------ | --------------------- |
| 2005  | Newman/Haas Racing  | 18     | 28                    |
| 2011  | Dale Coyne Racing   | 188    | 23                    |
| 2012  | Lotus-Dragon Racing | 173    | 25                    |
| 2013  | Dragon Racing       | 370    | 12                    |